# 贾宗超 (生物学家)
贾宗超，生物学家，中华人民共和国教育部长江学者讲座教授，加拿大国家首席科学家，加拿大皇后大学终身教授，主要从事蛋白质激酶及磷酸酶结构与功能等方面的研究工作。